# موراي فاركوهار
موراي فاركوهار (بالإنجليزية: Murray Farquhar)‏ هو قاضي أسترالي، ولد في 1918، وتوفي في 1993.